# 16. honvedski pehotni polk (Avstro-Ogrska)
Za druge 16. polke glejte 16. polk.
16. honvedski pehotni polk (izvirno nemško k.u. Landwehr Infanterie Regiment Nr. 16; dobesedno slovensko: Cesarsko-madžarski honvedski pehotni polk št. 16) je bil pehotni polk avstro-ogrskega Honveda.

## Zgodovina
Polk je bil ustanovljen leta 1886.

### Prva svetovna vojna
Polkovna narodnostna sestava leta 1914 je bila sledeča: 56% Madžarov, 41% Slovakov in 3% drugih.

## Poveljniki polka
- 1914: Franz Hill[3]